# ورا کوچک
ورا کوچک (به انگلیسی: Little Vera) فیلمی محصول سال ۱۹۸۸ و به کارگردانی واسلی پیچول است. در این فیلم بازیگرانی همچون ناتالیا نگودا، آندری سوکولوو، یوری نظروف، لودمیلا زاجتسوا ایفای نقش کرده‌اند.